# Hypolixus semilunatus
Hypolixus semilunatus é uma espécie de insetos coleópteros polífagos pertencente à família Curculionidae.
A autoridade científica da espécie é Petri, tendo sido descrita no ano de 1904.
Trata-se de uma espécie presente no território português.